# Estadística descriptiva
L'estadística descriptiva fa referència a les característiques principals de la recollida de dades quantitativament. L'estadística descriptiva es diferencia de l'estadística inferencial o l'estadística inductiva en el fet que l'estadística descriptiva té la intenció de resumir un conjunt de dades, més que no pas fer servir les dades per aprendre sobre la població estadística que les dades han de representar. Això significa que l'estadística descriptiva, al contrari que l'estadística inferencial, no s'ha desenvolupat en la base de la teoria de la probabilitat.

## Ús en l'anàlisi estadística
L'estadística descriptiva proporciona resums simples sobre la mostra i les mesures. Junt amb les anàlisis de gràfics simples formen la base de l'anàlisi de les dades.
Les estadístiques descriptives resumeixen les dades. Per exemple, en el bàsquet el nombre de cistelles fetes per un jugador respecte al nombre d'intents és una estadística que resumeix el rendiment d'un jugador.